# 康尼·霍金斯
科内利厄斯·L·霍金斯（英語：Cornelius L. Hawkins，1942年7月17日—2017年10月6日），美国NBA联盟前职业篮球运动员。